# Đội tuyển bóng đá quốc gia Cộng hòa Dân chủ Congo
Đội tuyển bóng đá quốc gia Cộng hòa Dân chủ Congo (tiếng Pháp: Équipe de république démocratique du Congo de football) là đội tuyển đại diện cho Cộng hòa Dân chủ Congo tại các giải đấu bóng đá nam quốc tế. Đội được quản lý bởi Liên đoàn bóng đá Cộng hòa Dân chủ Congo (FECOFA), là thành viên của Liên đoàn bóng đá thế giới (FIFA) và Liên đoàn bóng đá châu Phi (CAF).
Trận thi đấu quốc tế đầu tiên của đội tuyển Cộng hòa Dân chủ Congo là trận gặp đội tuyển Zambia vào năm 1948. Thành tích tốt nhất của đội cho đến nay là 2 chức vô địch bóng đá châu Phi giành được vào các năm 1968, 1974. Đội đã một lần tham dự World Cup là vào năm 1974. Tại giải năm đó, đội đã để thua cả ba trận trước Nam Tư, Brasil và Scotland nên phải sớm dừng bước từ vòng bảng.

## Danh hiệu
- Cúp bóng đá châu Phi: 2

Vô địch: 1968; 1974
Hạng ba: 1998; 2015
- Vô địch UNIFFAC: 0

Á quân: 2008

## Thành tích

### Giải bóng đá vô địch thế giới
CHDC Congo mới có một lần tham dự Giải vô địch bóng đá thế giới vào năm 1974 tại Brazil với tên gọi Zaire. Tại giải năm đó, đội đã thua cả ba trận nên phải dừng bước từ vòng bảng.
| Năm           | Thành tích                        | Thứ hạng                          | Pld                               | W                                 | D                                 | L                                 | GF                                | GA                                |
| ------------- | --------------------------------- | --------------------------------- | --------------------------------- | --------------------------------- | --------------------------------- | --------------------------------- | --------------------------------- | --------------------------------- |
| 1930 đến 1966 | Không tham dự là thuộc địa của Bỉ | Không tham dự là thuộc địa của Bỉ | Không tham dự là thuộc địa của Bỉ | Không tham dự là thuộc địa của Bỉ | Không tham dự là thuộc địa của Bỉ | Không tham dự là thuộc địa của Bỉ | Không tham dự là thuộc địa của Bỉ | Không tham dự là thuộc địa của Bỉ |
| 1970          | FIFA không cho tham dự            | FIFA không cho tham dự            | FIFA không cho tham dự            | FIFA không cho tham dự            | FIFA không cho tham dự            | FIFA không cho tham dự            | FIFA không cho tham dự            | FIFA không cho tham dự            |
| 1974          | Vòng 1                            | 16th                              | 3                                 | 0                                 | 0                                 | 3                                 | 0                                 | 14                                |
| 1978          | Bỏ cuộc                           | Bỏ cuộc                           | Bỏ cuộc                           | Bỏ cuộc                           | Bỏ cuộc                           | Bỏ cuộc                           | Bỏ cuộc                           | Bỏ cuộc                           |
| 1982          | Không vượt qua vòng loại          | Không vượt qua vòng loại          | Không vượt qua vòng loại          | Không vượt qua vòng loại          | Không vượt qua vòng loại          | Không vượt qua vòng loại          | Không vượt qua vòng loại          | Không vượt qua vòng loại          |
| 1986          | Bỏ cuộc                           | Bỏ cuộc                           | Bỏ cuộc                           | Bỏ cuộc                           | Bỏ cuộc                           | Bỏ cuộc                           | Bỏ cuộc                           | Bỏ cuộc                           |
| 1990 đến 2022 | Không vượt qua vòng loại          | Không vượt qua vòng loại          | Không vượt qua vòng loại          | Không vượt qua vòng loại          | Không vượt qua vòng loại          | Không vượt qua vòng loại          | Không vượt qua vòng loại          | Không vượt qua vòng loại          |
| 2026 đến 2034 | Chưa xác định                     | Chưa xác định                     | Chưa xác định                     | Chưa xác định                     | Chưa xác định                     | Chưa xác định                     | Chưa xác định                     | Chưa xác định                     |
| Tổng cộng     | 1 lần vòng bảng                   | 1/20                              | 3                                 | 0                                 | 0                                 | 3                                 | 0                                 | 14                                |

### Cúp bóng đá châu Phi
CHDC Congo đã có 20 lần tham dự Cúp bóng đá châu Phi với thành tích tốt nhất là 2 lần giành chức vô địch vào các năm 1968 và 1974.
| Năm           | Thành tích                        | Thứ hạng1                         | Số trận                           | Thắng                             | Hòa2                              | Thua                              | Bàn thắng                         | Bàn thua                          |
| ------------- | --------------------------------- | --------------------------------- | --------------------------------- | --------------------------------- | --------------------------------- | --------------------------------- | --------------------------------- | --------------------------------- |
| 1957 đến 1963 | Không tham dự là thuộc địa của Bỉ | Không tham dự là thuộc địa của Bỉ | Không tham dự là thuộc địa của Bỉ | Không tham dự là thuộc địa của Bỉ | Không tham dự là thuộc địa của Bỉ | Không tham dự là thuộc địa của Bỉ | Không tham dự là thuộc địa của Bỉ | Không tham dự là thuộc địa của Bỉ |
| 1965          | Vòng 1                            | 5 / 6                             | 2                                 | 0                                 | 0                                 | 2                                 | 2                                 | 8                                 |
| 1968          | Vô địch                           | 1 / 8                             | 5                                 | 4                                 | 0                                 | 1                                 | 10                                | 5                                 |
| 1970          | Vòng 1                            | 7 / 8                             | 3                                 | 0                                 | 1                                 | 2                                 | 2                                 | 5                                 |
| 1972          | Hạng tư                           | 4 / 8                             | 5                                 | 1                                 | 2                                 | 2                                 | 9                                 | 11                                |
| 1974          | Vô địch                           | 1 / 8                             | 6                                 | 4                                 | 1                                 | 1                                 | 14                                | 8                                 |
| 1976          | Vòng 1                            | 7 / 8                             | 3                                 | 0                                 | 1                                 | 2                                 | 3                                 | 6                                 |
| 1978          | Không tham dự                     | Không tham dự                     | Không tham dự                     | Không tham dự                     | Không tham dự                     | Không tham dự                     | Không tham dự                     | Không tham dự                     |
| 1980 đến 1982 | Vòng loại                         | Vòng loại                         | Vòng loại                         | Vòng loại                         | Vòng loại                         | Vòng loại                         | Vòng loại                         | Vòng loại                         |
| 1984          | Bỏ cuộc                           | Bỏ cuộc                           | Bỏ cuộc                           | Bỏ cuộc                           | Bỏ cuộc                           | Bỏ cuộc                           | Bỏ cuộc                           | Bỏ cuộc                           |
| 1986          | Vòng loại                         | Vòng loại                         | Vòng loại                         | Vòng loại                         | Vòng loại                         | Vòng loại                         | Vòng loại                         | Vòng loại                         |
| 1988          | Vòng 1                            | 7 / 8                             | 3                                 | 0                                 | 2                                 | 1                                 | 2                                 | 3                                 |
| 1990          | Vòng loại                         | Vòng loại                         | Vòng loại                         | Vòng loại                         | Vòng loại                         | Vòng loại                         | Vòng loại                         | Vòng loại                         |
| 1992          | Tứ kết                            | 7 / 12                            | 3                                 | 0                                 | 2                                 | 1                                 | 2                                 | 3                                 |
| 1994          | Tứ kết                            | 7 / 12                            | 3                                 | 1                                 | 1                                 | 1                                 | 2                                 | 3                                 |
| 1996          | Tứ kết                            | 8 / 15                            | 3                                 | 1                                 | 0                                 | 2                                 | 2                                 | 3                                 |
| 1998          | Hạng ba                           | 3 / 16                            | 6                                 | 3                                 | 0                                 | 3                                 | 10                                | 9                                 |
| 2000          | Vòng 1                            | 12 / 16                           | 3                                 | 0                                 | 2                                 | 1                                 | 0                                 | 1                                 |
| 2002          | Tứ kết                            | 8 / 16                            | 4                                 | 1                                 | 1                                 | 2                                 | 3                                 | 4                                 |
| 2004          | Vòng 1                            | 15 / 16                           | 3                                 | 0                                 | 0                                 | 3                                 | 1                                 | 6                                 |
| 2006          | Tứ kết                            | 8 / 16                            | 4                                 | 1                                 | 1                                 | 2                                 | 3                                 | 6                                 |
| 2008 đến 2012 | Vòng loại                         | Vòng loại                         | Vòng loại                         | Vòng loại                         | Vòng loại                         | Vòng loại                         | Vòng loại                         | Vòng loại                         |
| 2013          | Vòng 1                            | 10 / 16                           | 3                                 | 0                                 | 3                                 | 0                                 | 3                                 | 3                                 |
| 2015          | Hạng ba                           | 3 / 16                            | 6                                 | 1                                 | 4                                 | 1                                 | 7                                 | 7                                 |
| 2017          | Tứ kết                            | 6 / 16                            | 4                                 | 2                                 | 0                                 | 2                                 | 7                                 | 5                                 |
| 2019          | Vòng 2                            | 14 / 24                           | 4                                 | 1                                 | 1                                 | 2                                 | 6                                 | 6                                 |
| 2021          | Vòng loại                         | Vòng loại                         | Vòng loại                         | Vòng loại                         | Vòng loại                         | Vòng loại                         | Vòng loại                         | Vòng loại                         |
| 2023          | Hạng tư                           | 4 / 24                            | 7                                 | 1                                 | 5                                 | 1                                 | 6                                 | 5                                 |
| 2025          | Vượt qua vòng loại                | Vượt qua vòng loại                | Vượt qua vòng loại                | Vượt qua vòng loại                | Vượt qua vòng loại                | Vượt qua vòng loại                | Vượt qua vòng loại                | Vượt qua vòng loại                |
| 2027          | Chưa xác định                     | Chưa xác định                     | Chưa xác định                     | Chưa xác định                     | Chưa xác định                     | Chưa xác định                     | Chưa xác định                     | Chưa xác định                     |
| Tổng cộng     | 2 lần vô địch                     | 2 lần vô địch                     | 80                                | 21                                | 29                                | 30                                | 94                                | 104                               |

- ^1 Thứ hạng ngoài bốn hạng đầu (không chính thức) dựa trên so sánh thành tích giữa những đội tuyển vào cùng vòng đấu
- ^2 Tính cả những trận hoà ở vòng đấu loại trực tiếp phải giải quyết bằng sút luân lưu
- ^3 Do đặc thù châu Phi, có những lúc tình hình chính trị hoặc kinh tế quốc gia bất ổn nên các đội bóng bỏ cuộc. Những trường hợp không ghi chú thêm là bỏ cuộc ở vòng loại

## Đội hình
Đội hình dưới đây được triệu tập tham dự CAN 2023.

Số liệu thống kê tính đến ngày 10 tháng 1 năm 2024 sau trận gặp Burkina Faso.

| Số | VT | Cầu thủ                     | Ngày sinh (tuổi)  | Trận | Bàn | Câu lạc bộ           |
| -- | -- | --------------------------- | ----------------- | ---- | --- | -------------------- |
| 1  | TM | Lionel Mpasi                | 1 tháng 8, 1994   | 15   | 0   | Rodez                |
| 16 | TM | Dimitry Bertaud             | 6 tháng 6, 1998   | 2    | 0   | Montpellier          |
| 21 | TM | Baggio Siadi                | 21 tháng 7, 1997  | 4    | 0   | Mazembe              |
|    |    |                             |                   |      |     |                      |
| 2  | HV | Henoc Inonga Baka           | 1 tháng 11, 1993  | 14   | 0   | Simba                |
| 4  | HV | Brian Bayeye                | 30 tháng 6, 2000  | 3    | 0   | Ascoli               |
| 5  | HV | Dylan Batubinsika           | 15 tháng 2, 1996  | 8    | 0   | Saint-Étienne        |
| 12 | HV | Joris Kayembe               | 8 tháng 8, 1994   | 5    | 0   | Genk                 |
| 15 | HV | Rocky Bushiri               | 30 tháng 11, 1999 | 2    | 0   | Hibernian            |
| 22 | HV | Chancel Mbemba (đội trưởng) | 8 tháng 8, 1994   | 83   | 6   | Marseille            |
| 24 | HV | Gédéon Kalulu               | 29 tháng 8, 1997  | 14   | 0   | Lorient              |
| 26 | HV | Arthur Masuaku              | 7 tháng 11, 1993  | 25   | 3   | Beşiktaş             |
|    |    |                             |                   |      |     |                      |
| 6  | TV | Aaron Tshibola              | 25 tháng 1, 1995  | 13   | 1   | Hatta                |
| 7  | TV | Grady Diangana              | 19 tháng 4, 1998  | 5    | 0   | West Bromwich Albion |
| 8  | TV | Samuel Moutoussamy          | 12 tháng 8, 1996  | 32   | 0   | Nantes               |
| 10 | TV | Théo Bongonda               | 20 tháng 11, 1995 | 18   | 3   | Spartak Moscow       |
| 14 | TV | Gaël Kakuta                 | 21 tháng 6, 1991  | 24   | 3   | Amiens               |
| 18 | TV | Charles Pickel              | 15 tháng 5, 1997  | 12   | 0   | Cremonese            |
| 25 | TV | Omenuke Mfulu               | 20 tháng 3, 1994  | 7    | 0   | Las Palmas           |
|    |    |                             |                   |      |     |                      |
| 11 | TĐ | Silas Katompa Mvumpa        | 6 tháng 10, 1998  | 14   | 1   | VfB Stuttgart        |
| 13 | TĐ | Meschak Elia                | 6 tháng 8, 1997   | 41   | 8   | Young Boys           |
| 17 | TĐ | Cédric Bakambu              | 11 tháng 4, 1991  | 54   | 16  | Real Betis           |
| 19 | TĐ | Fiston Mayele               | 24 tháng 6, 1994  | 13   | 2   | Pyramids             |
| 20 | TĐ | Yoane Wissa                 | 3 tháng 9, 1996   | 24   | 5   | Brentford            |
| 23 | TĐ | Simon Banza                 | 13 tháng 8, 1996  | 8    | 0   | Braga                |

### Triệu tập gần đây
| Vt | Cầu thủ              | Ngày sinh (tuổi)  | Số trận | Bt | Câu lạc bộ       | Lần cuối triệu tập               |
| -- | -------------------- | ----------------- | ------- | -- | ---------------- | -------------------------------- |
| TM | Esdras Kabamba       | 24 tháng 6, 1999  | 0       | 0  | Bravos do Maquis | 2023 AFCON PRE                   |
| TM | Joël Kiassumbua      | 6 tháng 4, 1992   | 25      | 0  | Bellinzona       | v. Mauritanie, 28 March 2023     |
| TM | Hervé Lomboto        | 27 tháng 9, 1989  | 6       | 0  | Motema Pembe     | v. Mauritanie, 24 March 2023 PRE |
|    |                      |                   |         |    |                  |                                  |
| HV | Ngonda Muzinga       | 31 tháng 12, 1994 | 24      | 0  | Riga             | 2023 AFCON PRE                   |
| HV | Merveille Bokadi     | 21 tháng 5, 1996  | 22      | 1  | Standard Liège   | 2023 AFCON PRE                   |
| HV | Dieumerci Amale      | 17 tháng 10, 1998 | 18      | 0  | Difaâ El Jadidi  | 2023 AFCON PRE                   |
| HV | Jordan Ikoko         | 3 tháng 2, 1994   | 9       | 0  | Pafos            | 2023 AFCON PRE                   |
| HV | Vital N'Simba        | 8 tháng 7, 1993   | 2       | 0  | Bordeaux         | 2023 AFCON PRE                   |
| HV | Arsène Zola          | 23 tháng 2, 1996  | 1       | 0  | Wydad Casablanca | 2023 AFCON PRE                   |
| HV | Axel Tuanzebe        | 14 tháng 11, 1997 | 0       | 0  | Ipswich Town     | 2023 AFCON PRE                   |
| HV | Ikoyo Iyembe         | 18 tháng 8, 1993  | 6       | 0  | Lupopo           | v. Mauritanie, 24 March 2023 PRE |
| HV | Salem M'Bakata       | 18 tháng 4, 1998  | 0       | 0  | Gaziantep        | v. Mauritanie, 24 March 2023 PRE |
|    |                      |                   |         |    |                  |                                  |
| TV | Neeskens Kebano      | 10 tháng 3, 1992  | 35      | 6  | Al Jazira        | 2023 AFCON PRE                   |
| TV | Chadrac Akolo        | 1 tháng 4, 1995   | 23      | 2  | St. Gallen       | 2023 AFCON PRE                   |
| TV | Makabi Lilepo        | 27 tháng 7, 1997  | 7       | 0  | Valenciennes     | 2023 AFCON PRE                   |
| TV | Omenuke Mfulu        | 20 tháng 3, 1994  | 5       | 0  | Las Palmas       | 2023 AFCON PRE                   |
| TV | William Balikwisha   | 12 tháng 5, 1999  | 4       | 0  | Standard Liège   | 2023 AFCON PRE                   |
| TV | Pelly Ruddock Mpanzu | 22 tháng 3, 1994  | 3       | 0  | Luton Town       | 2023 AFCON PRE                   |
| TV | Arnaud Lusamba       | 4 tháng 1, 1997   | 2       | 0  | Pendikspor       | 2023 AFCON PRE                   |
| TV | Jonathan Okita       | 5 tháng 10, 1996  | 2       | 0  | Zürich           | 2023 AFCON PRE                   |
| TV | Mukoko Tonombe       | 16 tháng 1, 1996  | 8       | 0  | Mazembe          | v. Gabon, 18 June 2023           |
| TV | Miché Mika           | 16 tháng 9, 1996  | 18      | 0  | Mazembe          | v. Mauritanie, 24 March 2023 PRE |
| TV | Samuel Bastien       | 26 tháng 11, 1996 | 8       | 0  | Burnley          | v. Mauritanie, 24 March 2023 PRE |
| TV | Christian Kinsombi   | 24 tháng 8, 1999  | 0       | 0  | Hansa Rostock    | v. Mauritanie, 24 March 2023 PRE |
| TV | Tristan Muyumba      | 7 tháng 3, 1997   | 0       | 0  | Atlanta United   | v. Mauritanie, 24 March 2023 PRE |
|    |                      |                   |         |    |                  |                                  |
| TĐ | Jonathan Bolingi     | 30 tháng 6, 1994  | 34      | 9  | Vojvodina        | 2023 AFCON PRE                   |
| TĐ | Ben Malango          | 10 tháng 11, 1993 | 21      | 6  | Qatar SC         | 2023 AFCON PRE                   |
| TĐ | Jackson Muleka       | 4 tháng 10, 1999  | 13      | 1  | Beşiktaş         | 2023 AFCON PRE                   |
| TĐ | Aldo Kalulu          | 21 tháng 1, 1996  | 5       | 0  | Partizan         | 2023 AFCON PRE                   |
| TĐ | Gaëtan Laura         | 6 tháng 8, 1995   | 0       | 0  | Samsunspor       | 2023 AFCON PRE                   |

Chú thích
BEL Cầu thủ gia nhập đội tuyển bóng đá quốc gia Bỉ.

INJ Cầu thủ rút lui vì chấn thương.

RET Đã chia tay đội tuyển quốc gia